# Parasarcophaga josephi
Parasarcophaga josephi är en tvåvingeart som beskrevs av Nandi 2002. Parasarcophaga josephi ingår i släktet Parasarcophaga och familjen köttflugor. Inga underarter finns listade i Catalogue of Life.